# Pio Piacentini
Pio Piacentini (Roma, 5 settembre 1846 – Roma, 4 aprile 1928) è stato un architetto italiano, padre di Marcello Piacentini.

## Biografia

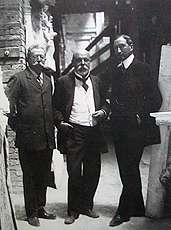
Da sinistra: Gaetano Koch, Manfredo Manfredi e Pio Piacentini al cantiere del Vittoriano

Si forma presso l'Accademia di San Luca dove assorbe la tendenza purista della Roma di Pio IX. Nella stessa Roma opererà prevalentemente durante tutta la sua vita.
Come per gli architetti suoi contemporanei, nel suo lavoro pone maggiore attenzione al disegno dell'opera architettonica, al progetto in sé piuttosto che al contesto urbanistico in cui l'opera stessa si andrà a collocare.
Verso la metà del ‘800 ristruttura da parte della famiglia Berardi il Palazzo Muti Cesi Berardi che dopo passerà alla famiglia Guglielmi. A trent'anni realizza la Chiesa del Santissimo Rosario di Pompei a Castro Pretorio.
Nel 1878 vince il concorso per il Palazzo delle Esposizioni in via Nazionale che inizierà a progettare nel 1882 e sarà realizzato e inaugurato solennemente nel 1883 alla presenza delle autorità. Il figlio Marcello intercedette presso Mussolini per evitarne l'abbattimento durante il rinnovo del piano regolatore da parte del Duce negli anni trenta.

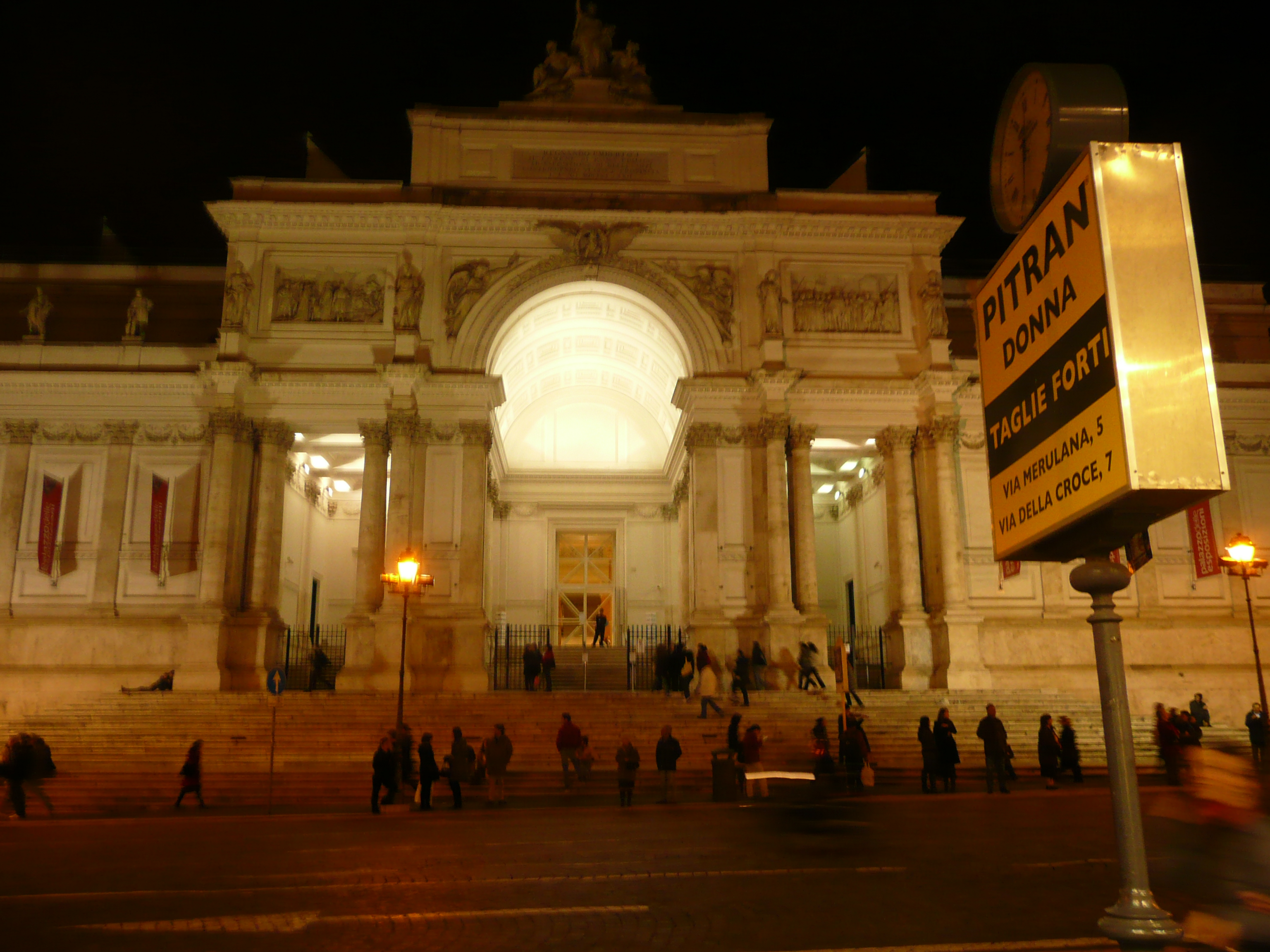
Il Palazzo delle Esposizioni di Roma

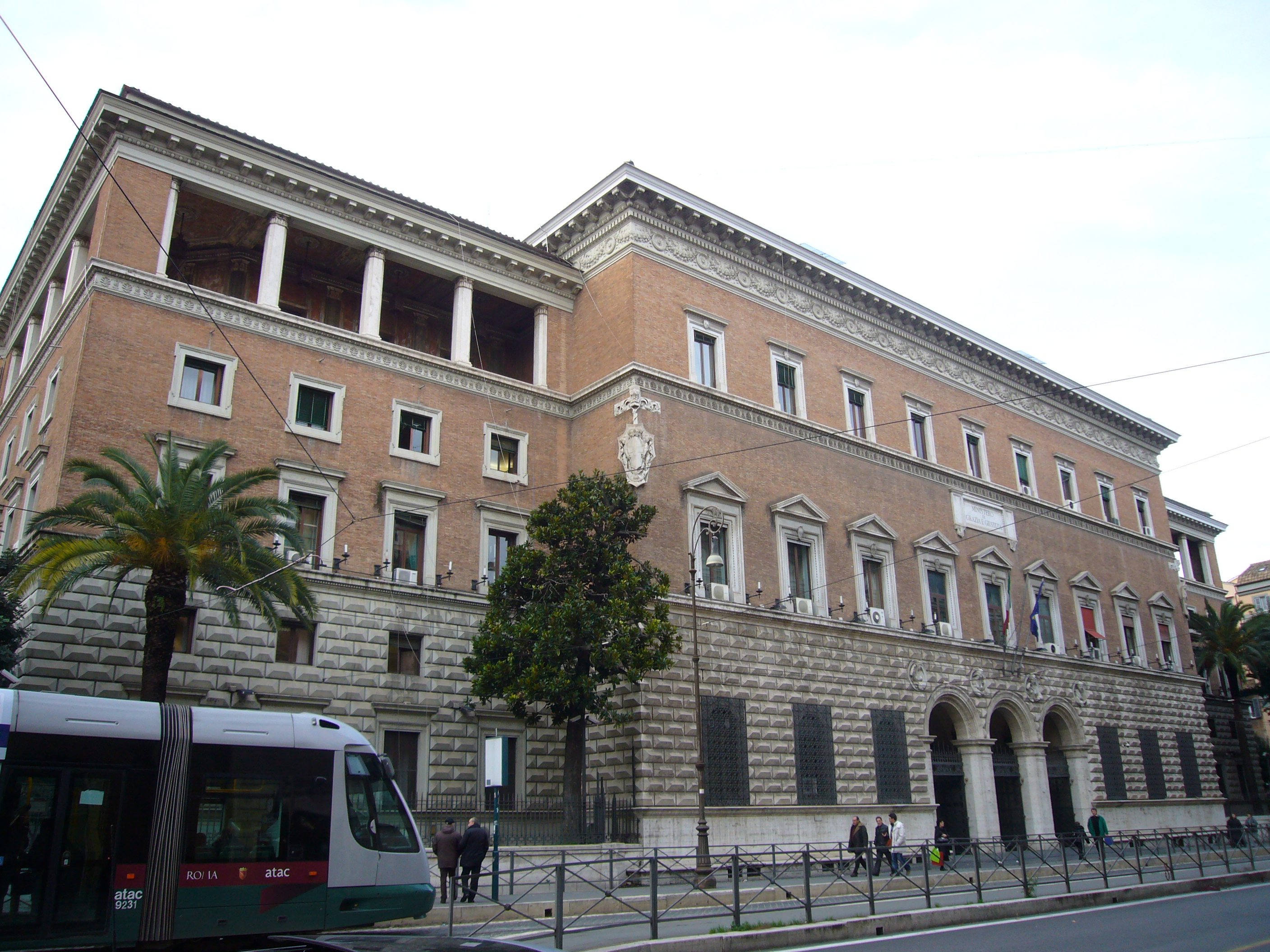
Il Ministero di Grazia e Giustizia a Roma

Nel 1885 inizia i lavori, insieme all'architetto Giulio De Angelis, del Palazzo della Rinascente a largo Chigi che sarà ultimato nel 1920.
Nel 1886 inizia i lavori per il Palazzo in Via Lucrezio Caro del Conte Alfonso Malvezzi Campeggi, di origine bolognese, fervente cattolico che a Roma si trasferì nel 1869. Il palazzo sarà successivamente dato in eridatà al Figlio che si unirà in matrimonio con la principessa Guendalina Boncompagni Ludovisi anch'essi provenienti ben prima da Bologna.
Nel 1888, a seguito della costruzione di Corso Vittorio Emanuele, viene chiamato a risistemare la facciata di Palazzo Cesarini Sforza, detta anche della Cancelleria Vecchia, al rione Parione, che è stata ridotta di dimensioni e rifatta completamente sul lato appunto di Corso Vittorio.
Nel 1902 si occupa di realizzare, insieme all'architetto Giulio Podesti, il Traforo Umberto I in via Milano, che collegherà via Nazionale con via del Tritone e che sarà ultimato nel 1909.
Nel 1905, dopo la morte di Giuseppe Sacconi che stava realizzando il Vittoriano, subentra insieme a Manfredo Manfredi e a Gaetano Koch nella direzione dei lavori del grande monumento dedicato a Vittorio Emanuele II che, dopo la Grande Guerra, prenderà il nome di Altare della Patria e sarà dedicato ai caduti.
Nel 1908 realizza l'ingresso monumentale su via Calandrelli di Villa Sciarra a Roma.
Nello stesso anno viene incaricato dal Banco di Roma, che lo aveva acquistato, della ristrutturazione del Palazzo De Carolis Simonetti di Alessandro Specchi in via del Corso. Per la stessa Banca ristruttura anche il palazzo del Banco di Santo Spirito al rione Ponte di Antonio da Sangallo il Giovane.
Nel 1913 presenta il progetto della sede del Ministero della Giustizia, in via Arenula, che viene approvato dal Consiglio Superiore dei Lavori Pubblici. L'architettura era ispirata al classicismo rinascimentale di fine Quattrocento, con bugnature a punta di diamante. Le opere di sbancamento e fondazione ebbero inizio nel 1914, ma i lavori si interruppero quasi subito per lo scoppio della prima guerra mondiale. L'edificio fu ultimato nel 1929 e solo due anni più tardi cominciò la sopraelevazione dell'ala posteriore, che sarà ultimata nel 1932.

## Opere principali
- Chiesa del Santissimo Rosario di Pompei
- Palazzo De Carolis-Simonetti
- Palazzo Malvezzi Campeggi
- Palazzo del Ministero di Giustizia
- Palazzo del Banco di Santo Spirito
- Palazzo della Rinascente
- Palazzo delle Esposizioni
- Palazzo Muti-Cesi-Berardi
- Palazzo Sforza-Cesarini o Cancelleria Vecchia
- Traforo Umberto I
- Vittoriano